# 스테이시빌 타운십
스테이시빌 타운십(Stacyville Township)은 미국 아이오와주 미셸 카운티에 있는 지역이다.

## 역사
스테이시빌 타운십은 1856년에 세워졌다.